# HMS Tipperary
HMS Tipperary var en brittisk jagare av Faulknor-klass som sjösattes den 5 mars 1915. Fartyget fungerade som flottiljledare under första världskriget. Hon beställdes ursprungligen av Chile men köptes av Royal Navy vid första världskrigets utbrott och tjänstgjorde i 4:e jagarflottiljen i Grand Fleet.
Tipperary ledde den 4:e flottiljen i slaget vid Jylland under kapten C. J. Wintour. Tipperary och hennes eskader tryckte bestämt tillbaka torpedattacker på den tyska stridslinjen när de flytt över den bakre delen av den brittiska flottan under nattens strider med början cirka klockan 23:20 den 31 maj 1916. Den 4:e flottiljen sänkte den tyska lätta kryssaren SMS Frauenlob, men Tipperary och många av de övriga brittiska jagarna sänktes eller skadades svårt. Dessa strider ägde rum på så nära håll att vissa i Tipperarys eskader kunde träffa de tyska dreadnoughtarna med sina små 4-tumskanoner, som orsakar förluster som innefattade befälsofficerare på bryggorna.
HMS Tipperary sänktes den 1 juni 1916 av 150 mm eld från det sekundära batteriet på den tyska dreadnoughten SMS Westfalen. 185 av 197 man i besättningen dog. Vrakplatsen är betecknad som en skyddad plats under Protection of Military Remains Act 1986.